# Comité Paralímpico de Moldavia
El Comité Paralímpico de Moldavia es el comité paralímpico nacional que representa a Moldavia. Esta organización es la responsable de las actividades deportivas paralímpicas en el país. Es miembro del Comité Paralímpico Internacional y del Comité Paralímpico Europeo.